# بولس ملا
بولس ملا (بالتركية: Paul Mulla)‏، أو مونسينيور بولس، اسمه قبل التحول للمسيحية (الملا زاده محمد علي) كان مسلما تركيا من الأتراك ذوي الأصول الكريتية (نسبة إلى جزيرة كريت) تحول فيما بعد إلى المسيحية.

## الولادة
ولد يوم السادس من سبتمبر 1881، كان الابن الأكبر للكاتب والطبيب إبراهيم برتيف الملا زاده.

## تعليمه
كان الملا زاده يتقن خمس لغات: اللغة التركية، واللغة اليونانية الحديثة، بالإضافة للعربية والفارسية واللغة الفرنسية.
كان يحب الشعر، ونشر قصائد منذ كان في الخامسة عشر من عمره في جريدة تصدر في سميرنا.
أرسله والده حتى يتعلم القانون في فرنسا ليصير محاميا، فالتحق بالجامعة وحصل على الإجازة في القانون سنة 1899.
حصل على الجنسية الفرنسية يوم 3 مارس 1913،

## عمله
قام بخدمات كثيرة ككاهن، خدم في المستشفيات العسكرية، وخدم في مصلحة الرقابة البريدية في مكتب البريد في فرنسا بسبب إتقانه لأربع لغات، ثم خدم كمعلم في إحدى المدارس التابعة للكنيسة الكاثوليكية. ثم كلفه البابا بيوس الحادي عشر بالدراسات الإسلامية في المعهد البابوي للدراسات الشرقية الموجود في روما إيطاليا منذ سنة 1924 حتى وفاته سنة 1959.
قال عنه الفيلسوف الفرنسي موريس بلوندال أنه لم يتعرف قط على تلميذ أذكى من الملا زاده ولم ير أحدا قط مثله قادرا على ترجمة أفكاره الفلسفية بدقة متناهية.

## تحوله من الإسلام إلى المسيحية
كان مسلما متحمسا في شبابه إلا أنه بعد الدراسة تحول إلى المسيحية وبالضبط إلى المذهب الكاثوليكي، وتم تعميده سنة 1905. مما سبب ألما وحزنا كبيرا لوالده إبراهيم برتيف. وتمت رسامته كاهنا سنة 1913، كان الابن الروحي وتلميذ الفيلسوف الفرنسي موريس بلوندال. كتب كتابا عن حياته يحكي فيها قصة تحوله من الإسلام للمسيحية.
كان صديقا للأب جون محمد بن عبد الجليل ذي الأصول المغربية والخلفية المسلمة مثله، وكان الاثنان من الشخصيات التي أثرت في صياغة بعض القرارات المتعلقة بالإسلام والتي تمت مناقشتها في المجمع الفاتيكاني الثاني والذي انعقد في نفس يوم وفاة الملا زاده.
وهناك كتاب تم جمعه من تلميذ الأب جون محمد بن عبد الجليل، ويسمى موريس بورمانس، والذي جمع في مراسلات بين الملا زاده وبين الأب محمد بن عبد الجليل من سنة 1927 إلى سنة 1957، رسائل تعبر عن العمق المعرفي للرجلين والعلاقة التي كانت تجمعهما.

## الوفاة
توفي يوم الثالث من مارس سنة 1959 في روما إيطاليا.